# 러브 액츄얼리
《러브 액츄얼리》(영어: Love Actually)는 2003년에 공개된 로맨틱 코미디 영화이다.
크리스마스의 런던을 무대로, 19명의 남녀 주인공들의 러브 스토리를 옴니버스 형식으로 그린다.

## 줄거리
러브 액츄얼리 이즈 올 어라운드!
사랑은 어디에나 있다. 지금 사랑하고 있는 이들, 사랑을 준비하는 이들, 그리고 지나간 사랑에 아파하는 이들 모두 소리없이 찾아 온 사랑에 울고 웃으며 그 마법같은 설렘을 기다린다. 당신은 지금 어떤 사랑을 하고 있는가? 열한 개의 다른 사랑이 당신 곁으로 찾아간다.

## 출연
- 앨런 릭먼 - 해리 역
- 엠마 톰슨 - 캐런 역
- 휴 그랜트 - 영국 총리 데이비드 역
- 키이라 나이틀리 - 줄리엣 역
- 콜린 퍼스 - 제이미 베넷 역
- 루시아 모니스 - 아우렐리아 역
- 리엄 니슨 - 대니얼 역
- 토머스 생스터 - 샘 역
- 빌 나이 - 빌리 맥 역
- 그레고르 피셔 - 조 역
- 마틴 매커천 - 내털리 역
- 추이텔 에지오포 - 피터 역
- 앤드루 링컨 - 마크 역
- 로라 리니 - 세라 역
- 호드리구 산토루 - 칼 역
- 크리스 마셜 - 콜린 프리셀 역
- 압둘 살리스 - 토니 역
- 마틴 프리먼 - 존 역
- 조애나 페이지 - 주디 역
- 올리비아 올슨 - 조애나 앤더슨 역
- 하이케 마카치 - 미아 역
- 빌리 밥 손턴 - 미국 대통령 역
- 로언 앳킨슨 - 루퍼스 역
- 시에나 길러리 - 제이미의 여자 친구 역
- 클라우디아 시퍼 - 캐럴 역
- 니나 소사냐 - 애니 역
- 이바나 밀리체비치 - 스테이시 역
- 재뉴어리 존스 - 지니 역
- 엘리샤 커스버트 - 캐럴앤 역
- 마이클 피츠제럴드 - 마이클 역
- 섀넌 엘리자베스 - 해리엇 역
- 데니즈 리처즈 - 칼라 역
- 룰루 포플웰 - 데이지 역
- 마커스 브리그스톡 - 마이키 역
- 줄리아 데이비스 - 낸시 역
- 루비 터너 - 진 역
- 애덤 고들리 - 트렌치 씨 역
- 엘리자베트 마르고니 - 엘레오노르 역
- 에드워드 하드윅 - 샘의 할아버지 역
- 캐럴라인 존 - 샘의 할머니 역
- 멕 윈 오언 - 총리 비서 역

## O.S.T.
1. The Trouble with Love Is - 켈리 클라크슨
2. Here with Me - Dido
3. Sweetest Goodbye/Sunday Morning - 마룬 5
4. Turn Me On - 노라 존스
5. Take Me As I Am - 위클리프 진 & 샤리사
6. Songbird - 에바 캐시디
7. Wherever You Will Go - 더 콜링
8. Jump (for My Love) - 포인터 시스터스 in US / 걸스 어라우드 in UK
9. Both Sides Now - 조니 미첼
10. All You Need Is Love - 린든 데이비드 홀
11. God Only Knows - 비치 보이스
12. I'll See It Through - 텍사스
13. Too Lost in You - 슈가베이비스
14. White Christmas - 오티스 레딩

## 수상
- 《알렉산더 코르더 어워드》 베스트 브리디시 필름 (후보)
- 《BAFTA 어워드》 남우조연상 (빌 나이, 수상)
- 《BAFTA 어워드》 여우조연상 (엠마 톰슨, 후보)
- 《골든 글로브상》 최우수 작품상 - 뮤지컬·코미디 부문 (후보)
- 《골든 글로브상》 최우수 시나리오 (후보)
- 《엠파이어 어워드》 최우수 브리디시 필름 (수상)
- 《엠파이어 어워드》 최우수 브리디시 액트리스 (엠마 톰슨, 수상)
- 《엠파이어 어워드》 최우수 신인상 (마틴 매커친, 수상)
- 《엠파이어 어워드》 최우수 신인상 (앤드루 링컨, 후보)
- 《Evening Standard British Film Award》 최우수 여우상 (엠마 톰슨, 수상)
- 《Evening Standard Peter Sellers Award》 코미디 부문 (빌 나이, 수상)
- 《유러피언 필름 어워드》 남우주연상 (휴 그랜트, 후보)
- 《유러피언 필름 어워드》 최우수감독 (리처드 커티스, 후보)
- 《런던 필름 비평가 협회 어워드》 최우수 브리디시 남우조연상 (빌 나이, 수상)
- 《런던 필름 비평가 협회 어워드》 최우수 브리디시 여우조연상 (엠마 톰슨, 수상)
- 《LA 필름 비평가 협회 어워드》 최우수 남우조연상 (빌 나이, 수상)
- 《국제 비평가 협회 어워드》 최우수 남우조연상 (뮤지컬·코미디 부문) (빌 나이, 토머스 생스터, 후보)
- 《국제 비평가 협회 어워드》 최우수 여우조연상 (뮤지컬·코미디 부문) (엠마 톰슨, 후보)

## 같이 보기
- 크리스마스 영화 목록